# مارك جوزيف
مارك جوزيف (بالإنجليزية: Mark Joseph)‏ (1 فبراير 1965 في المملكة المتحدة - ) هو مدرب كرة قدم ولاعب كرة قدم بريطاني في مركز الدفاع. لعب مع نادي ريكسهام ونادي ريل وTP-Seinäjoki ‏ وTampereen Pallo-Veikot ‏ ونادي أوزورتي تاون ‏ ونادي إلفيس ومولد ألكسندرا ‏.

## وصلات خارجية
- مارك جوزيف على موقع قاعدة بيانات كرة القدم.إي يو (الإنجليزية)